# كارلتون إي. مورس
كارلتون إي. مورس (بالإنجليزية: Carlton E. Morse)‏ هو كاتب سيناريو ومقدم برامج إذاعية أمريكي، ولد في 4 يونيو 1901 في جينينغز في الولايات المتحدة، وتوفي في 24 مايو 1993.

## وصلات خارجية
- كارلتون إي. مورس على موقع IMDb (الإنجليزية)
- كارلتون إي. مورس على موقع الموسوعة البريطانية (الإنجليزية)
- كارلتون إي. مورس على موقع قاعدة بيانات الأفلام السويدية (السويدية)
- كارلتون إي. مورس على موقع قاعدة بيانات الفيلم (الإنجليزية)
- كارلتون إي. مورس على موقع كينوبويسك (الروسية)